# バーク郡 (ジョージア州)
バーク郡（バークぐん、英: Burke County）は、アメリカ合衆国ジョージア州の東部に位置する郡である。2010年国勢調査での人口は23,316人であり、2000年の22,243人から4.8%増加した。郡庁所在地はウェインズボロ市（人口5,766人）であり、同郡で人口最大の都市でもある。
バーク郡はオーガスタ大都市圏に属している。

## 歴史
バーク郡は1777年2月5日に設立された、ジョージア州当初の郡である。1779年ジョン・トゥイッグス大佐とウィリアム・フュー大佐およびベンジャミン・フューが250名の兵士と共に、バーク監獄の戦いでアメリカ独立側を守って勝利した。南北戦争には、バーク郡からジョージア第2歩兵連隊D中隊（バーク狙撃兵隊）、ジョージア第3歩兵連隊A中隊（バーク衛兵隊）、ジョージア第32歩兵連隊C中隊（ウィリアム志願兵隊）、同連隊K中隊（アレクサンダー・グレイズ）、第48ジョージア歩兵連隊D中隊（バーク志願兵隊）、コッブの歩兵リージョンE中隊（ポイスレス志願兵隊）、コッブの騎兵リージョンF中隊（グラブのハッサーズ）が出陣した。

## 地理
バーク郡は景観の良いサバンナ川中流地域に位置している。アメリカ合衆国国勢調査局に拠れば、郡域全面積は834.99平方マイル (2,162.6 km2)であり、このうち陸地830.47平方マイル (2,150.9 km2)、水域は4.52平方マイル (11.7 km2)で水域率は0.54%である。

### 主要高規格道路

#### アメリカ国道
- アメリカ国道25号線
- アメリカ国道25号線バイパス

#### ジョージア州道
- ジョージア州道17号線
- ジョージア州道23号線
- ジョージア州道24号線
- ジョージア州道56号線
- ジョージア州道56号線支線
- ジョージア州道78号線
- ジョージア州道80号線
- ジョージア州道88号線
- ジョージア州道121号線
- ジョージア州道121号線バイパス
- ジョージア州道305号線
- サバンナ市パークウェイ（東部）

### 隣接する郡
| - リッチモンド郡 - 北 - エイキン郡 (サウスカロライナ州) - 北東 - バーンウェル郡 (サウスカロライナ州) - 東北東 - アレンデール郡 (サウスカロライナ州) - 東 | - スクリーブン郡 - 南東 - ジェンキンス郡 - 南 - エマニュエル郡 - 南西 - ジェファーソン郡 - 西 |

## 人口動態
以下は2000年の国勢調査による人口統計データである。
| 基礎データ - 人口: 22,243人 - 世帯数: 7,934 世帯 - 家族数: 5,799 家族 - 人口密度: 10人/km2（27人/mi2） - 住居数: 8,842軒 - 住居密度: 4軒/km2（11軒/mi2） 人種別人口構成（ ）内は2010年データ - 白人: 51.00% (46.5%) - アフリカン・アメリカン: 46.90% (49.2%) - ネイティブ・アメリカン: 0.23% (0.2%) - アジア人: 0.26% (0.3%) - 太平洋諸島系: 0.01% (0.1%) - その他の人種: 0.63% - 混血: 0.97% (1.3%) - ヒスパニック・ラテン系: 1.42% (2.6%) | 年齢別人口構成 - 18歳未満: 31.3% - 18-24歳: 9.1% - 25-44歳: 27.3% - 45-64歳: 21.4% - 65歳以上: 10.9% - 年齢の中央値: 33歳 - 性比（女性100人あたり男性の人口） - 総人口: 90.3 - 18歳以上: 84.6 世帯と家族（対世帯数） - 18歳未満の子供がいる: 38.4% - 結婚・同居している夫婦: 45.4% - 未婚・離婚・死別女性が世帯主: 22.8% - 非家族世帯: 26.9% - 単身世帯: 23.6% - 65歳以上の老人1人暮らし: 9.5% - 平均構成人数 - 世帯: 2.77人 - 家族: 3.27人 | 収入と家計 - 収入の中央値 - 世帯: 27,877米ドル - 家族: 31,660米ドル - 性別 - 男性: 29,992米ドル - 女性: 19,008米ドル - 人口1人あたり収入: 13,136米ドル - 貧困線以下 - 対人口: 28.7% - 対家族数: 23.8% - 18歳未満: 39.0% - 65歳以上: 29.8% |

## 都市と町
- ブライズ
- ジラード
- キーズビル
- ミッドビル
- サーディス
- ビデット
- ウェインズボロ - 郡庁所在地